# Drwinia (gemeente)
De gemeente Drwinia is een landgemeente in het Poolse woiwodschap Klein-Polen, in powiat Bocheński.
De zetel van de gemeente is in Drwinia.
Op 30 juni 2004 telde de gemeente 6282 inwoners.

## Oppervlakte gegevens
In 2002 bedroeg de totale oppervlakte van gemeente Drwinia 108,81 km², waarvan:
- agrarisch gebied: 46%
- bossen: 44%

De gemeente beslaat 17,23% van de totale oppervlakte van de powiat.

## Demografie
Stand op 30 juni 2004:
| Omschrijving                   | Totaal | Totaal | Vrouwen | Vrouwen | Mannen | Mannen |
| ------------------------------ | ------ | ------ | ------- | ------- | ------ | ------ |
| eenheid                        | aantal | %      | aantal  | %       | aantal | %      |
| inwoners                       | 6282   | 100    | 3166    | 50,4    | 3116   | 49,6   |
| bevolkingsdichtheid (inw./km²) | 57,7   | 57,7   | 29,1    | 29,1    | 28,6   | 28,6   |

In 2002 bedroeg het gemiddelde inkomen per inwoner 1405,58 zł.

## Administratieve plaatsen (sołectwo)
Bieńkowice, Drwinia, Dziewin, Gawłówek, Grobla, Ispina, Mikluszowice, Niedary, Świniary, Trawniki, Wola Drwińska, Wyżyce, Zielona.

## Aangrenzende gemeenten
Bochnia, Igołomia-Wawrzeńczyce, Kłaj, Koszyce, Niepołomice, Nowe Brzesko, Szczurowa

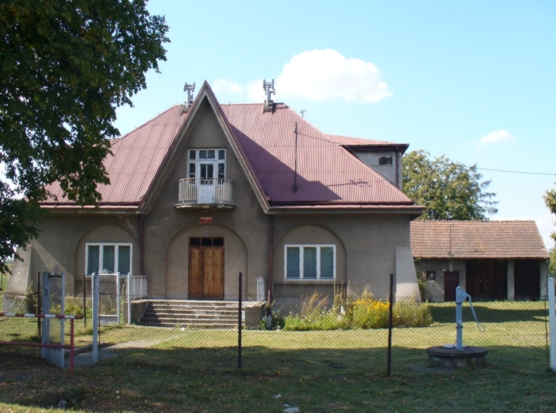
Ispina, basisschool